# 26013 Amandalonzo
26013 Amandalonzo (tên chỉ định: 2001 FZ148) là một tiểu hành tinh vành đai chính. Nó được phát hiện bởi dự án Nghiên cứu tiểu hành tinh gần Trái Đất Lincoln ở Socorro, New Mexico, ngày 24 tháng 3 năm 2001. Nó được đặt theo tên Amanda Alonzo, an American educator ở San Jose, California.